# Dwm

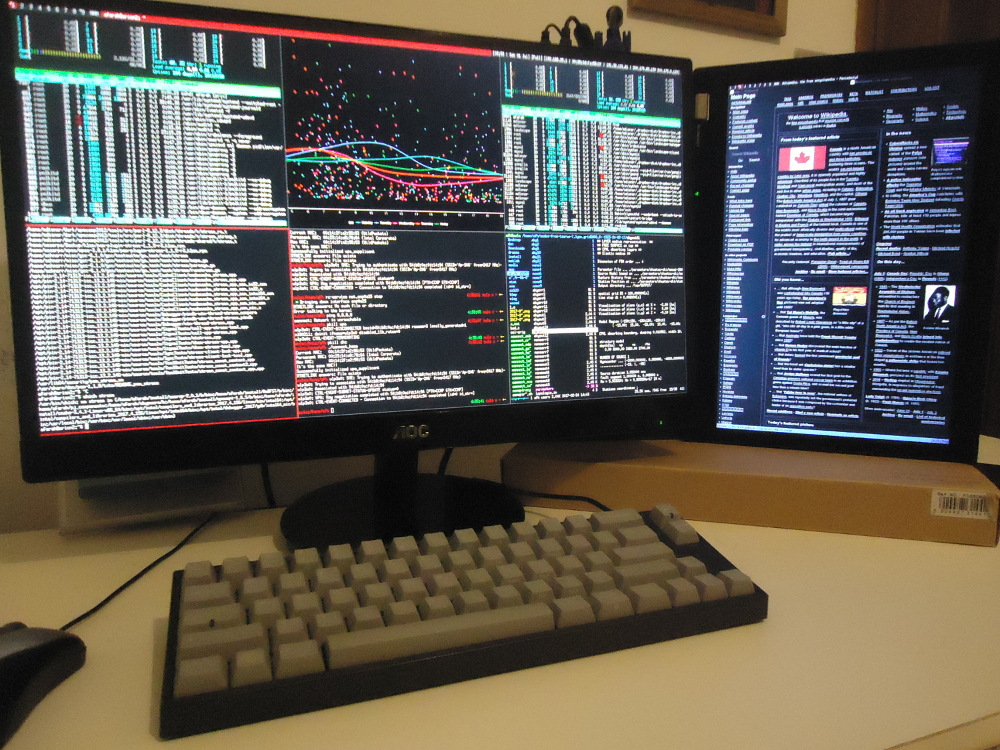
suportul xinerama în dwm: cadrare pe 2 ecrane simultan

dwm este un gestionar de ferestre cadru pentru X Window System dinamic și minimalist  care a influențat dezvoltarea mai multor gestionare de ferestre X, inclusiv xmonad și awesome.

## dmenu
dmenu este o utilită menu condusă de tastatură dezvoltată ca parte al proiectului dwm. Când invocată, deobicei de o combinație de taste configurată de utilizator, dmenu afișează un meniu orizontal al fluxului de intrare in partea de sus al ecranului. Aceasta de obicei e utilizată pentru a scoate lista numelor de executabile din $PATH utilizatorului.
dmenu e similar ca funcție lansatorilor de aplicații ca Katapult sau GNOME Do pentru Linux sau LaunchBar sau Quicksilver pentru Mac OS X în aceia că el permite lansarea rapidă a programelor din interfața grafică utilizând tastatura.
Pe lângă dwm, dmenu e foarte des utilizat cu alte gestionare de ferestre ca Openbox sau i3.